# Arcanum: Of Steamworks & Magick Obscura
Arcanum: Of Steamworks & Magick Obscura je počítačová hra žánru RPG pro PC, vytvořená firmou Troika Games a distribuovaná firmou Sierra. Do prodeje byla uvedena v roce 2001. Odehrává se v mytickém světě Arcanum, v němž spolu bojují magie a technika. Úkolem hráče je vést hlavního hrdinu tímto světem, plnit různé úkoly a odkrývat tak příběh hry, vylepšovat schopnosti své postavy a nacházet nebo kupovat jí lepší vybavení. Hra pochází od stejného vývojářského týmu jako série her Fallout a je jí v mnohém podobná, zejména v izometrickém zobrazení krajiny a ve způsobu vedení hlavní postavy. Hra byla přeložena do češtiny týmem amatérských překladatelů pod vedením osoby s přezdívkou Birdman, která si přeje zůstat v anonymitě.

## Svět
Hra se odehrává ve světě Arkánum, v němž vedle sebe žije několik humanoidních ras a neustále se spolu střetává magie a technika. Mágové a technologové se navzájem nenávidí, protože jejich síly se navzájem ruší. Mágové například smějí cestovat vlakem jen v posledním voze, aby jejich magická síla nenarušila chod lokomotivy. Technika v Arkánu je na úrovni konce 19. století, najdeme zde parní stroje, vlaky, vzducholodě a jednoduchá elektrická zařízení, například pouliční osvětlení. Magie funguje podobně, jako ve většině jiných fantasy her a děl.
Svět Arkánum obsahuje i některé narážky na náš současný svět: ve hře se řeší sociální a rasové problémy, vynálezce parního stroje se jmenuje Gilbert Bates, jeho věčný konkurent Steve Appleby (ve skutečném světě je Bill Gates majitelem firmy Microsoft a jeho konkurentem je firma Apple).

### Příběh
Hlavní hrdina je jediný, kdo přežil havárii vzducholodi LFS Zephyr, která spadla za podivných okolností v horách nedaleko vesničky Zakryté Kopce. Před nehodou cestující viděli podivné létající stroje, které se přibližovaly k vzducholodi. Jeden ze spolucestujících, těžce zraněný gnóm, těsně před smrtí stihl dát hlavnímu hrdinovi podivný prsten a požádat ho, aby ho donesl chlapci, kterému patří. Hlavní hrdina po delší námaze zjistil, že prsten vyrobila klenotnická firma P. Schuyler a synové a patří panu Gilbertu Batesovi, vynálezci parního stroje a majiteli mnoha továren. Když se mu s ním podařilo setkat, Bates mu odhalil tíživé tajemství své minulosti: parní stroj ve skutečnosti nevynalezl on, ale trpasličí klan Černé hory, v němž Bates vyrůstal a jednomu z trpaslíků, Stennarovi, přenechal prsten. Když se však hrdina vypravil do dolů klanu, nalezl je opuštěné. Klan prý byl za prozrazení tajemství parního stroje deportován na Ostrov zoufalství, nicméně když tam hrdina dorazil, žádný trpaslík tam nebyl. Další stopy ho zavedly až do vesnice Temných elfů T'Sen Ang, kde u královny našel dopis prozrazující, že Klan Černé hory byl uvržen do Prázdnoty, tajemného místa, kam byli kdysi posíláni nejhorší zločinci a odkud není návratu. Klan je tam přinucen pracovat na zařízení, které by Arronaxovi, někdejšímu elfímu tyranskému čaroději zavrženému do Prázdnoty před dávnou dobou, umožnilo vrátit se a ovládnout svět. Stennarovi se podařilo nedokončenou branou utéct a převléci se za gnóma, ale temní elfové si najali organizaci vrahů Ruka Molochova, která ho měla zabít a která se nyní snaží zabít i hlavního hrdinu, aby odstranila nepohodlného svědka. Ta také spáchala atentát na LFS Zephyr. Hlavní hrdina tedy musí najít Nasruddina, dávného Arronaxova přemožitele, pak najít prastaré zařízení v ruinách pouštního města na místě poslední bitvy, které dokáže Arronaxe zničit, a nakonec je Nasruddinem poslán do Prázdnoty, aby se utkal s Arronaxem. V Prázdnotě však zjistí, že skutečným pachatelem není Arronax, ale Kerghan, šílený nekromancer zavržený do Prázdnoty ještě před Arronaxem. Kerghan dospěl k závěru, že sám život je zlo, a chce zničit vše živé na Arkánu. Na závěr má hrdina na výběr: buď Kerghana zničí, nebo se k němu přidá a pomůže mu ve zničení světa.

## Hratelnost

### Ovládání
Hráč vidí svou postavu i její nejbližší okolí izometricky. Hra se ovládá myší a klávesovými zkratkami, s jednotlivými předměty se manipuluje kliknutím myší na předmět. Chce-li hráč, aby postava někam došla, stačí kliknout na příslušné místo. Chce-li hráč dojít do vzdálenějšího místa, může si zobrazit mapu celého světa nebo města, ve kterém právě je, a pohybovat se přímo po ní.

### Tvorba a vývoj postavy
Hráč má na začátku možnost vybrat si hlavní postavu buď z několika předdefinovaných, nebo si ji vytvořit sám. V tom případě si může zvolit její jméno, rasu, pohlaví a pozadí (události, které postava prožila v dětství a které teď ovlivňují její vlastnosti). Po vytvoření postavy hráč dostane 5 osobních bodů, které může investovat do zvýšení hodnot svých vlastností nebo dovedností. Během hry obdrží postava body zkušeností za plnění úkolů a zabíjení nepřátel. Po dosažení určitého počtu bodů se postavě zvýší úroveň, čímž se jí zvýší počet životů a body představující únavu (jestliže klesnou na nulu, postava vyčerpáním omdlí) a získá 1 nebo 2 osobních bodů, které může dále investovat.
Postava má následující statistiky:
- osm vlastností (síla, inteligence, obratnost, vnímavost, konstituce, síla vůle, krása, charisma)
- 16 všeobecných schopností, z toho 4 bojové (luk, uhýbání, boj zblízka, házení), 4 zlodějské (podřezání, kapsářství, plížení, nalezení pastí), 4 společenské (gamblerství, smlouvání, léčení, přesvědčování) a 4 technologické (opravování, střelné zbraně, páčení, deaktivace pasti)
- 16 škol magie, v každé 5 kouzel (další kouzla může postava najít cestou)
- 8 druhů technologických disciplín, v každé 7 návodů na výrobu předmětů (další návody lze najít cestou)

Hráčova postava může používat magii i technologii současně, pokud však příliš přilne k technologii a zdokonalí své technologické schopnosti, nebude moci sesílat kouzla, nebudou na ní fungovat magické předměty a magičtí prodavači s ní odmítnou obchodovat; totéž platí i obráceně.

### Společníci
Hráč ovládá jen jednu postavu, na cestě však potká mnoho společníků, kteří se k němu mohou přidat, pokud je přijme a bude se jim líbit. Hráč je však nemůže plně ovládat, může jim jen dávat jednoduché příkazy (pojď blíž, jdi dál…) a vybavovat je předměty. Společník také může někdy hráčovu postavu opustit, a to buď ze svých osobních důvodů, nebo kvůli tomu, že se mu nelíbí její skutky a jeho respekt k ní poklesne; v takovém případě může společník na hlavní postavu i zaútočit.

### Boj
Boj s nepřátelskými postavami a příšerami v Arcanu může probíhat dvěma způsoby: realtimově, nebo tahově. V realtimovém režimu bojuje hráčova postava a nepřátelé současně a hráč musí udílet příkazy své postavě rychleji, než ji nepřátelé stačí zabít. V tahovém režimu provede postava akce, které jí hráč zadá, přičemž nepřátelé stojí (čím je postava rychlejší, tím více akcí může provést) a pak provádějí akce nepřátelské postavy, jedna po druhé. V průběhu boje lze kdykoli přepnout mezi tahovým a realtimovým režimem. Společníci postavy se k boji mohou přidat, hráč však nemůže jejich činy ovládat.

## Podobné hry
- Fallout (herní série)
- Divine Divinity
- Baldur's Gate
- Planescape: Torment
- Icewind Dale